# علي صطوف
علي صطوف ، ممثل سوري.

## عن حياته
خريج المعهد العالي للفنون المسرحية. عضو في نقابة الفنانين منذ عام 2000.

## أعماله

### المسـرح
- العرس
- الجريمة والعقاب
- صفحات من قفية روبرت أوبنهاو
- مأساة مضحكة
- العنزة العنوزية
- أغنية طائر البجعة
- أوبرا دايدو وإينياس
- ميديا
- بلا عودة
- زنوبيا: بدور الإمبراطور أورليان
- غني.. ثلاثة فقراء (2005، من تأليف جان لويس غالفريت وترجمة الدكتورة ماري الياس، للمخرج مانويل جيجي.)

### الإذاعة
- حكم العدالة
- مجلة التراث
- خزانة العرب

### السينما
- موكب الإباء

### التلفزيون
- مسلسل كسر عضم 2022
- مسلسل «الطير» من إخراج غسان جبري.
- مسلسل «الكواسر» (1998، تأليف هاني السعدي، إخراج نجدت آنزور.)
- مسلسل «الفوارس» (1999، تأليف هاني السعدي، إخراج محمد عزيزية.)
- مسلسل «تلك الأيام» (1999، من تأليف خطيب بدلة وإخراج رياض ديار بكرلي.)
- مسلسل «دنيا» (من إخراج عبد الله بلاط.)
- مسلسل «عطر البحر» من تأليف وسيناريو وديع اسمندر وإخراج غسان جبري.
- مسلسل «سحر الشرق» (2000، تأليف عمار أليكسان وريم حنا، إخراج أنور قوادري.)
- سهرة تلفزيونية بعنوان «أم وبس» (من تأليف وسيناريو وإخراج الفنانة سوزان الصالح.)
- مسلسل «نزار قباني» (2005، كاتبة النص يولا بهنسي للمخرج باسل الخطيب.)
- حارة المشرقة
- سوق الورق
- الزعيم
- سقوط الخلافة
- رايات الحق
- العقاب
- بلقيس ملكة سبأ
- الزير سالم أبو ليلى المهلهل 2000
- رجال العز
- خاتون
- عطر الشام الجزء الثالث

## روابط خارجية
- علي صطوف على موقع قاعدة بيانات الأفلام العربية